# Ferrovia Salonicco-Bitola
La ferrovia Salonicco-Bitola (in greco Σιδηροδρομική γραμμή Θεσσαλονίκης - Μοναστηρίου) è una linea ferroviaria lunga 219 chilometri che collega la città portuale Salonicco in Grecia con Bitola nella Macedonia del Nord, via Veria, Edessa, Amyntaio e Florina. La linea fu aperta nel 1894, quando l'area faceva parte Impero ottomano. La sezione tra il confine internazionale e Bitola non viene più utilizzata e i servizi di trasporto, dal 2013 sono limitati alla sezione tra Salonicco e Florina. Il 20 dicembre 2014, il ministro dei trasporti macedone ha annunciato che è stato firmato un contratto per riattivare e ripristinare la linea Bitola-Kremenica. La costruzione è prevista per il 2015. Dopo il completamento del lavoro di riabilitazione, sarebbe possibile un collegamento ferroviario transfrontaliero con la Grecia, poiché i binari sono già stati riabilitati dalla parte greca. Al 2018 i lavori sono ancora in corso. La parte più orientale della linea, Platy - Salonicco, fa parte dell'importante collegamento con Atene e la Grecia meridionale.

## Storia
L'idea di una linea ferroviaria trans-macedone nasce nella seconda metà del 1800, con la firma di un Memorandum a gennaio del 1859 riguardante la costruzione della linea Salonicco-Monastir (oggi Bitola). Tuttavia, fu solo nell'ottobre del 1890 che la Sublime porta diede mandato alla Deutsche Bank di costruire la linea come diramazione delle Ferrovie Orientali, con la possibilità di estenderla eventualmente sino ad un porto albanese.
Per l'esecuzione del progetto venne fondata la "Société du Chemin de Fer ottoman Salonique-Monastir", compagnia ottomana con sede a Costantinopoli. La costruzione ebbe inizio a maggio del 1891 per concludersi a giugno del 1894.
Nonostante all'epoca si ricorresse solitamente alla pratica del lavoro obbligatorio, la manodopera della Macedonia rurale si rivelò economicamente conveniente, per cui gli ingegneri furono accolti con entusiasmo dalla popolazione locale.
La ferrovia fu successivamente elettrificata a 25kV a Corrente alternata solo nella tratta tra Salonicco e Platy.

## Percorso
| Head station |

|  | Junction both to and from left | Unknown route-map component "KINTeq" |

| Unknown route-map component "YRD" |

| Unknown route-map component "KINTaq" | Unknown route-map component "ABZgr" |  |

| Unknown route-map component "CONTgq" | Unknown route-map component "ABZgr+xr" |  |

| Station on track |

| Unknown route-map component "CONTgq" | Unknown route-map component "ABZg+r" |  |

| Station on track |

| Stop on track |

| Station on track |

|  | Junction both to and from left | Unknown route-map component "CONTfq" |

| Stop on track |

| Station on track |

| Stop on track |

| Stop on track |

| Station on track |

| Stop on track |

| Stop on track |

| Station on track |

| Station on track |

| Station on track |

| Stop on track |

| Station on track |

| Enter and exit short tunnel |

| Station on track |

| Enter and exit short tunnel |

| Unknown route-map component "eHST" |

| Station on track |

| Stop on track |

| Station on track |

|  | Unknown route-map component "eABZgl" | Unknown route-map component "exCONTfq" |

| Unknown route-map component "eHST" |

| Stop on track |

| Stop on track |

| Stop on track |

|  | Junction both to and from left | Unknown route-map component "KBHFeq" |

| Unknown route-map component "KBHFxe" |

| Unknown route-map component "exHST" |

| Unknown route-map component "GRZq" + Unknown route-map component "xGRENZE" |

| Unknown route-map component "exHST" |

| Unknown route-map component "exHST" |

| Unknown route-map component "exHST" |

| Unknown route-map component "KBHFxa" |

| Continuation forward |